# Международные шашки
Междунаро́дные (стокле́точные) ша́шки — один из вариантов игры в шашки. Распространены в Нидерландах, Бельгии, Польше, Франции, Израиле, в России и других странах бывшего СССР, в Африке, Монголии, Китае, Суринаме. Правила игры сходны с правилами русских шашек, отличия заключаются в размере доски, количестве шашек в исходном положении, шашечной нотации, некоторых правилах боя и признания окончаний ничейными. Цель игры — уничтожить все шашки противника или лишить их возможности хода («запереть»).
Отличие от правил в русских шашках:
- Простая шашка превращается в дамку только тогда, когда она заканчивает свой ход на любом поле последней горизонтали. При бое простой шашки через поле на последней горизонтали она продолжает бой как простая шашка, не превращаясь в дамку. Если после поля превращения «простая» может бить только как дамка, то она остаётся на поле превращения и становится дамкой. Право хода переходит к сопернику. Продолжать бить как дамка она сможет только со следующего хода.
- При возможности нескольких вариантов взятия обязательно бить максимально возможное количество шашек.
- Для записи ходов используется цифровая нотация: каждой чёрной клетке присваивается номер.

## История
Этот вид шашек появился во Франции в первой четверти XVIII века. Однако нередко их называют польскими шашками, так как предложил ввести 100-клеточную доску (взамен 64-клеточной), изменить правила игры и число шашек польский шашист, живший в Париже. Это произошло в 1723 году. Шашечным историкам не удалось выяснить его фамилию, и в литературе он фигурирует под прозвищем Поляк, которое носил в годы жизни в Париже. Его нововведения обогатили игру, она быстро распространилась во многих странах. Особенно широкое распространение игра получила во Франции и в Голландии. 

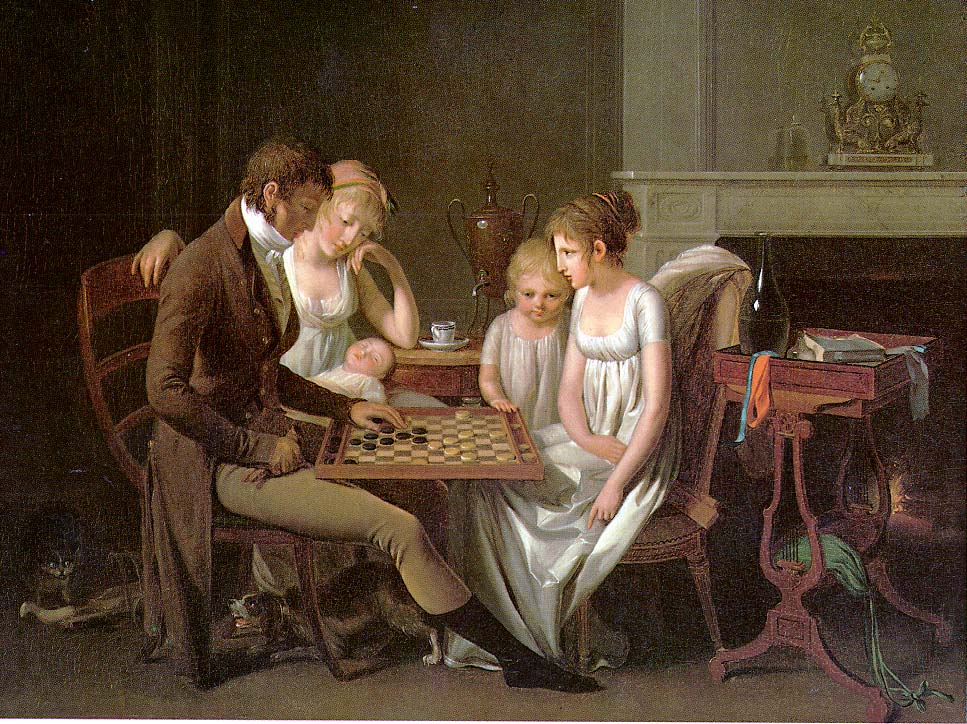
За игрой в шашки, Луи-Леопольд Буальи (1803)

 Появилась возможность организовать встречи сильнейших шашистов разных стран, проводить первенства мира. В 1947 году основана Всемирная федерация шашек (ФМЖД). В этом же году ею было учреждено звание международного гроссмейстера. В 1998 году основана Европейская конфедерация шашек.

### В СССР

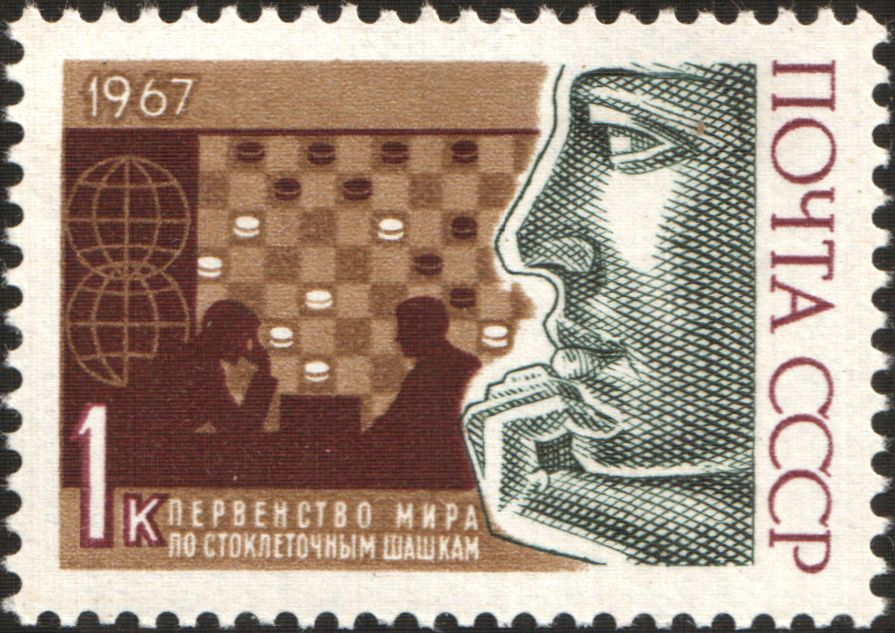
Первенство мира. 1967 г.

С середины 1930-х годов стоклеточные шашки начинают широко распространяться и развиваться в СССР. В этом большая заслуга международного мастера Владимира Сергеевича Гилярова. Незадолго до Великой Отечественной войны прошёл первый турнир по стоклеточным шашкам. После войны Гиляров выпустил первое учебное пособие.
С 1954 года в СССР стали проводиться различные турниры, первенства республик и страны. Первый чемпионат СССР по стоклеточным шашкам среди мужчин был проведён в 1954 году в Ленинграде. Победителем стал Исер Куперман. Было проведено 37 чемпионатов СССР среди мужчин. C 1975 года стали проводиться чемпионаты СССР среди женщин, всего их проведено 17. Первой чемпионкой страны стала
Любовь Травина из Вильнюса.
В 1958 году первым советским чемпионом мира стал Исер Куперман. Впоследствии шашисты из Советского Союза, а после его распада, из России и стран ближнего зарубежья неоднократно завоёвывали это почётное звание.

### В Российской Федерации
С 1992 года проводятся чемпионаты Российской Федерации по стоклеточным шашкам среди мужчин и среди женщин (в 2001 году турнир у мужчин не проводился из-за разногласий между федерациями). С 1998 года соревнования проводятся в трёх форматах: классический, быстрая игра и блиц. В 2012 году из-за разногласий между федерациями проводились два турнира под названием чемпионат России, один в Суздале (под эгидой ФШР), другой в Ишимбае (под эгидой ФМШ).

## Правила игры

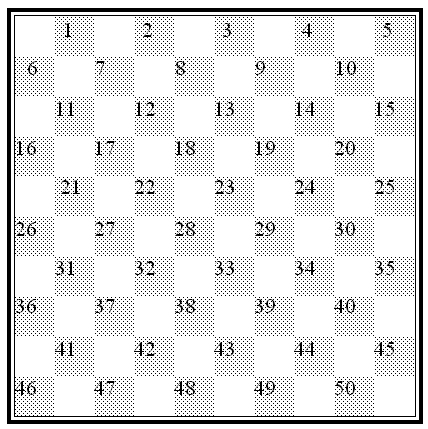
Клетки с их номерами

Пример комбинации, вместе записью ходов

Для игры используется доска 10×10 клеток. Шашки расставляются на чёрных полях первых четырёх горизонтальных рядов с каждой стороны. Играющий белыми ходит первый, далее ходы делаются поочередно. Шашки делятся на простые и дамки. В начальном положении все шашки простые.
Правила хода
- Простая шашка ходит по диагонали вперёд на одну клетку. При достижении любого поля последней горизонтали, простая шашка превращается в дамку.
- Дамка ходит по диагонали на любое свободное поле как вперёд, так и назад.

Правила взятия в международных шашках
1. Взятие обязательно, если оно возможно. Шашки снимаются с доски лишь после того, как берущая шашка остановилась.
2. При взятии применяется правило турецкого удара — если при бое нескольких шашек противника шашка или дамка повторно выходит на уже побитую шашку, то ход останавливается (то есть запрещается дважды брать одну и ту же шашку, при этом можно пересекать дважды одно и то же пустое поле).
3. Если есть несколько вариантов взятия, нужно выполнить тот из них, который снимает максимальное количество шашек соперника (независимо от их качества — и простая, и дамка считаются одной шашкой). Если всё ещё вариантов несколько, можно выбрать любой из них. Если имеется выбор боя дамкой или простой, то можно брать любой из них, соблюдая и в этом случае правило взятия наибольшего количества шашек.
4. Если простая шашка в процессе взятия достигает дамочного поля и может бить дальше в роли простой шашки, то она этим ходом продолжает бой и остаётся простой. В противном случае она превращается в дамку и останавливается. Право боя по правилам дамки она приобретает лишь со следующего хода.

Выигрыш партии
Партия считается выигранной в следующих случаях:
- если у одного из соперников побиты все шашки;
- если шашки одного из участников заперты, и он не может сделать очередной ход;
- если один из участников заявил о том, что сдаётся.

Ничейные окончания партий
Партия считается закончившейся вничью в следующих случаях:
- если один из участников предлагает ничью, а другой её принимает;
- при невозможности выигрыша ни одного из соперников;
- три раза повторяется одна и та же позиция (одно и то же расположение шашек), причём очередь хода каждый раз будет за одной и той же стороной;
- игроки в течение 25 ходов делали ходы только дамками, не передвигая простых шашек и не производя взятия; 100-клеточная доска с цифровой нотацией, шашки стоят в начальной позиции. 1980-е годы

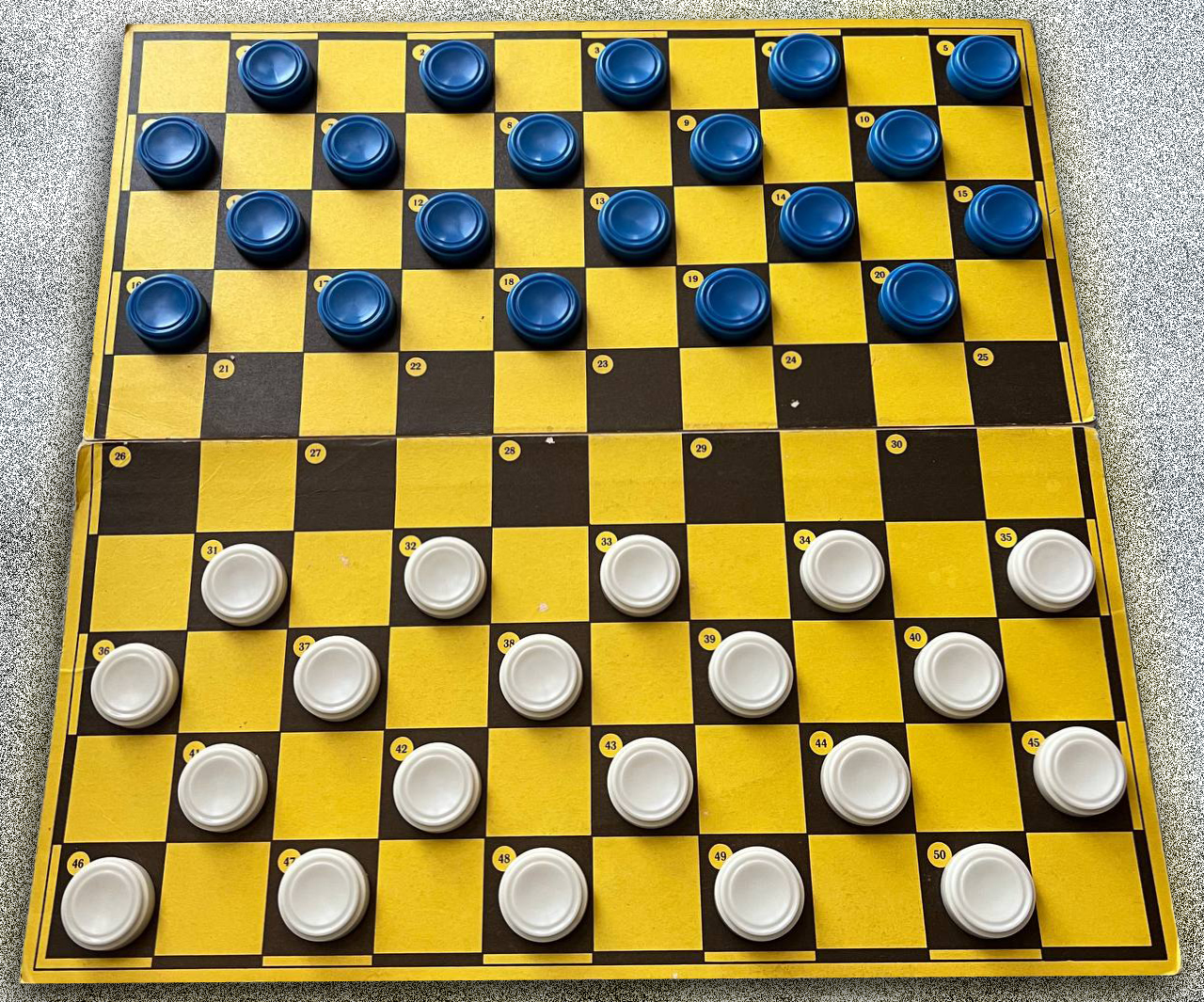
100-клеточная доска с цифровой нотацией, шашки стоят в начальной позиции. 1980-е годы

- после того как на доске остались три дамки, две дамки и простая шашка, дамка и две простые шашки против одинокой дамки, каждый из участников сделал по 16 ходов, не добившись выигрыша[7];
- после того как на доске остались две дамки, дамка и простая шашка, одинокая дамка против одинокой дамки, каждый из участников сделал по 5 ходов, не добившись выигрыша[7].

Шашечная нотация
По нотации, принятой в международных шашках, все чёрные поля имеют номера (от 1 до 50). Нумерация доски начинается со стороны чёрных и идёт справа налево. Для записи хода простой шашки или дамки обозначают сначала поле, где шашка или дамка стояла, затем ставят тире и записывают поле, на которое она ставится (например: 8-12). При записи взятия (боя) вместо тире ставится двоеточие (например: 12:21, 47:24:35).
Шашечная терминология
На доске имеется 17 диагоналей. Самая длинная диагональ, состоящая из 10 чёрных полей и соединяющая два угла доски, называется большой дорогой.

## Соревнования по международным шашкам

### Чемпионаты мира
Первым чемпионатом мира по международным шашкам принято считать турнир, состоявшийся в 1895 году. Его выиграл француз Исидор Вейс, удерживавший своё звание в течение 17 лет. Так как игра была наиболее распространена во Франции и Нидерландах, то на протяжении почти 60 лет представители этих стран становились чемпионами мира. Среди них были Герман Гогланд, Станислас Бизо, Мариус Фабр, Бенедикт Шпрингер, Морис Райхенбах, Пьер Гестем, Пит Розенбург. И только в 1956 году гегемония французов и голландцев была нарушена: чемпионом стал канадец Марсель Делорье. В 1958 году чемпионом мира стал представитель СССР Исер Куперман, открывший эпоху побед советских шашистов.
Официальный статус имеют чемпионаты мира, проводимые под эгидой ФМЖД с 1948 года. В 1998 году прошёл первый чемпионат мира в формате блиц.
Первый международный женский турнир по стоклеточным шашкам, получивший статус неофициального чемпионата мира среди женщин состоялся в 1973 году (официальный состоялся в 1974 году). Выиграла его советская спортсменка Елена Михайловская, которая удерживала звание чемпионки мира с 1974 по 1977 год.
С 1971 года разыгрывается первенство мира среди юниоров — первым победителем стал советский спортсмен Николай Мищанский.

### Чемпионаты Европы и другие соревнования под эгидой Европейской конфедерации шашек
С 1965 года проводятся чемпионаты Европы среди мужчин, а с 2000 года — среди женщин. Европейская конфедерация шашек, штаб-квартира которой находится в столице Эстонии Таллине также организует командные, клубные и гроссмейстерские турниры по стоклеточным шашкам.
В марте 2010 года, после 30-летнего перерыва, в Таллине прошёл VII командный чемпионат Европы по стоклеточным шашкам, в котором соревновались 45 мастеров из девяти европейских стран. Чемпионат открыл президент Всемирной федерации шашек Гарри Оттен.
26 июня 2010 года в Таллине стартовал XXIV международный турнир гроссмейстеров по шашкам «Tallinn 2010». Впервые в рамках традиционного турнира проводился и женский турнир. В мужском турнире приняли участие шесть гроссмейстеров, в том числе и бывшие чемпионы мира Гунтис Вальнерис и Анатолий Гантварг.
На 2011 год Европейской конфедерацией шашек запланировано проведение молодёжного чемпионата Европы.
Проводятся также международные турниры, среди них Brunssum Open и Salou Open.

### Чемпионаты других континентов
С 1980 проводятся чемпионаты Америки и чемпионаты Африки, с 1999 года стали проводиться чемпионаты Азии.
Среди женщин проводятся чемпионаты Азии (с 2010 года), Америки (с 2018 года). В 2018 году прошёл первый и пока единственный чемпионат Африки.
Также проходят чемпионаты среди команд в Африке и Америке. На 2025 год запланирован первый такой турнир в Азии.

### Национальные чемпионаты
Одними из старейших являются чемпионаты Франции, Бельгии и Нидерландов. Чемпионат Нидерландов проводится с 1908 года. С 1952 проводится чемпионат Суринама, с 1954 года — чемпионат СССР, с 1959 — Австралии, с 1965 — Италии, с 1968 — Чехословакии, с 1970 — США, с 1971 — Бразилии, с 1974 — Югославии, с 1975 — Монголии.

### Кубок мира
Проводится с 2011 года и представляет собой систему турниров международного уровня — этапов Кубка мира. На каждом этапе участники набирают очки, идущие в общий зачёт Кубка мира. В 2011—2014 годах в конце каждого года на основании набранных очков лучшие игроки получали право на участие в финальном турнире. С 2015 года ежегодно в декабре определяются победители.

### Международные турниры
Проводятся также международные турниры, среди них Brunssum Open, Salou Open, Thailand Open, Golden Prague.